# 翰屏
翰屏(1853年—？)，王氏，字碩藩，号价人，奉天寧远州内务府漢軍正白旗人，清朝政治人物、同進士出身。
光緒乙亥举人，庚寅贡士，甲午进士。同年五月，以主事分部学习。